# Radovčići (Srebrenica, BiH)
Radovčići su naseljeno mjesto u sastavu općine Srebrenica, Republika Srpska, BiH.Radovčići se nalaze s lijeve strane puta Srebrenica-Skelani,u blizini platoa Jezero.Sastoje se od pet dijelova:Radovčići,Ivčići,Katanići,Zečići i Trubari.Radovčići,Ivčići,Katanići i Trubari su nastanjeni Bošnjačkim stanovništvom a Zečići Srpskim stanovništvom.Dio naselja (Radovčići,Ivčići,Katanići i Zečići)pripada MZ Krnjići a Trubari pripadaju MZ Toplica.Na lokalitetu Jelah postoji stara džamija,u minulom ratu uništena,ponovo obnovljena i otvorena 2012 godine.Najdominantniji vrh naselja Radovčići je Trubarsko Brdo ili Trubarska Gradina.U toku rata naselje Radovčići je bilo napušteno,a u periodu do 1993 godine je bilo neka vrsta međuzone.Na teritoriji naselja Radovčići nije postojao nikakav školski objekt.Radovčići spadaju u geografsku mikroregiju Osat.Ratni vihor,stradanje civila i raseljavanje stanovništva su uzeli svoj danak pa danas u Radovčićima živi iznimno mali broj povratnika mahom starije populacije.
U Radovčićima su stasavale najljepše cure na čitavom brdovitom kraju Osata!

## Stanovništvo
| Radovčići          |              |            |            |
| godina popisa      | 1991.        | 1981.      | 1971.      |
| Muslimani          | 568 (88,33%) | 610 (100%) | 530 (100%) |
| Srbi               | 10 (1,55%)   | 0          | 0          |
| Hrvati             | 0            | 0          | 0          |
| Jugoslaveni        | 0            | 0          | 0          |
| ostali i nepoznato | 65 (10,10%)  | 0          | 0          |
| ukupno             | 643          | 610        | 530        |